# Гиперболическая неподвижная точка
Гиперболическая неподвижная точка (гиперболическая точка) — фундаментальное понятие, использующееся в теории динамических систем по отношению к отображениям (диффеоморфизмам) и векторным полям. В случае отображения гиперболической точкой называется неподвижная точка, в которой все мультипликаторы {\displaystyle \mu _{i}} (собственные числа линеаризации отображения в данной точке) по модулю отличны от единицы. В случае векторных полей гиперболической точкой называется особая точка, в которой все собственные числа линеаризации поля {\displaystyle \lambda _{i}} имеют ненулевые вещественные части.

Простейший пример гиперболической особой точки векторного поля — седло.

## Устойчивое и неустойчивое многообразия
В гиперболической точке векторного поля (или диффеоморфизма) касательное пространство раскладывается в прямую сумму двух подпространств {\displaystyle T^{u}} и {\displaystyle T^{s}}, инвариантных относительно оператора линейной части поля: {\displaystyle \mathbb {R} ^{n}=T^{s}\oplus T^{u}}. Подпространства {\displaystyle T^{u}} и {\displaystyle T^{s}} определяются соответственно условиями {\displaystyle \operatorname {Re} \lambda _{i}>0}, 
{\displaystyle \operatorname {Re} \lambda _{i}<0} в случае векторных полей и условиями {\displaystyle |\mu _{i}|>1}, {\displaystyle |\mu _{i}|<1} в случае диффеоморфизмов. Эти подпространства являются инвариантными многообразиями линеаризованного векторного поля (диффеоморфизма) в данной точке, они называются его неустойчивым и устойчивым, соответственно. 
Неустойчивым и устойчивым  многообразиями исходного нелинейного векторного поля (диффеоморфизма) называются его инвариантные многообразия {\displaystyle W^{u}} и {\displaystyle W^{s}}, касающиеся соответственно подпространств {\displaystyle T^{u}} и {\displaystyle T^{s}} в рассматриваемой точке и имеющие те же размерности, что {\displaystyle T^{u}} и {\displaystyle T^{s}}. Многообразия {\displaystyle W^{u}} и {\displaystyle W^{s}} определяются единственным образом. Отметим, что многообразия {\displaystyle W^{u}} и {\displaystyle W^{s}} существуют не только в случае гиперболических особых точек, однако в случае гиперболической точки сумма их размерностей равна размерности всего пространства, и других инвариантных многообразий, проходящих через данную особую точку, не существует.

## Теоремы о гиперболических точках
Теорема Гробмана — Хартмана. В окрестности гиперболической точки нелинейного диффеоморфизма (векторного поля) динамика отличается от таковой для соответствующего линейного отображения (векторного поля) непрерывной заменой координат.
Теорема Адамара — Перрона. В окрестности гиперболической точки гладкого (или аналитического) векторного поля или диффеоморфизма существуют неустойчивое и устойчивое многообразия {\displaystyle W^{u}} и {\displaystyle W^{s}} такого же класса гладкости (соответственно, аналитические), проходящие через данную точку.
Теорема Ченя. Если в окрестности гиперболической точки два {\displaystyle C^{\infty }}-гладких векторных поля (диффеоморфизма) формально эквивалентны (т.е. переводятся друг в друга посредством формальной замены переменных, заданной формальными степенными рядами), то они {\displaystyle C^{\infty }}-гладко эквивалентны.